# Българско училище (Лерин)
Българското училище в Лерин е построено за целите на Леринската българска община, чиито имоти са конфискувани от гръцката държава през 1913 година.
Разрушено е незаконно в 1978 година по настояване на леринския митрополит Августин Кандиотис.